# Fonolita
Les fonolites són roques extrusives de composició intermèdia, amb textures entre aspres i rugoses.
El nom "fonolita" prové del grec i significa "pedra sonora" pel so metàl·lic que produeix si es colpeja una placa no fracturada.

## Origen
La fonolita és inusual, ja que es forma a partir d'un contingut de sílice altament insaturat en fondre a nivells baixos de fusió parcial (menys del 10%) amb roques alúmines de l'escorça inferior, com tonalita, monzonita i roques metamòrfiques. La fusió d'aquestes roques en un grau molt baix promou l'alliberament d'alumini, potassi, sodi i calci a través de la fusió del feldespat, amb certa participació de minerals màfics. La barreja resultant té baixa saturació de sílice (és a dir, el quars està absent de la fusió o de les roques solidificades), amb feldespatoides que dominen sobre el feldespat en la massa fosa.
L'aparició de la fonolita està associada a alguns processos geològics i esdeveniments tectònics, que poden conduir a la fusió de litologies precursores adequades. Aquests inclouen vulcanisme intracontinental, com es pot formar per sobre del mantell cobert per escorça continental gruixuda. Les zones alcalines i riques en  granits de tipus A solen estar associades a les fonolites. Les fonolites també poden aparèixer pel baix grau de fusió parcial sota les plaques de material granític en col·lisió dels cinturons orogènics.

## Mineralogia
Les fonolites, ja que són productes de baix grau de fusió parcial, tenen una saturació de sílice baixa, i tenen feldespatoides en el seu mineralogia normativa.
Els conjunts minerals en els jaciments de fonolita solen ser abundants en feldespatoides (nefelina, sodalita, haüyna, leucita i analcita) i feldespat alcalí (sanidina, anortòclasi o ortòclasi), i plagiòclasi sòdica rara. La biotita, els amfíbols rics en sodi, els piroxens i l'olivina ric en ferro es troben amb freqüència en menor quantitat. Les fases accessòries inclouen titanita, apatita, corindó, zircó, magnetita i ilmenita. Les fonolites tenen una baixa saturació de sílice, com il·lustra la posició de fonolita a la classificació TAS i  diagrames QAPF.
La fonolita és un equivalent granulat fi de sienita nefelina, i la gènesi d'aquests magmes es discuteix en el tractament d'aquest tipus de roca.

## Jaciments
Les sienites de nefelina i les fonolites es presenten àmpliament distribuïdes per tot el món al Canadà, Noruega, Groenlàndia, Suècia, els Urals, els Pirineus, Itàlia, França (Alvèrnia), el Brasil, la regió del Transvaal, i el complex igni d'Arkansas de Magnet Cove, així com en illes oceàniques (per exemple, les Illes Canàries).
Les roques nefelíniques normatives apareixen en estreta associació amb el Complex Igni Bushveld, possiblement format per fusió parcial de les roques de la paret adjacent a la intrusió de grans capes ultramàfiques.

## Usos
Les fonolites poden ser d'interès com a roca industrial o com agregats de graves.
De vegades, es poden utilitzar complexos mineralitzats alcalins de sienita nefelina-fonolita mineralitzada alcalí-fonolita per a la mineralització de terres rares, la mineralització d'urani i de fosfats, per exemple a Phalaborwa, Sud-àfrica.